# Gaspard Deguerry
Gaspard Deguerry est un ecclésiastique français né le deux complémentaire de l'an quatre (18 septembre 1796) à Lyon et exécuté le 24 mai 1871 à Paris.

## Biographie
Son père, Thomas, est marchand de bois et meurt précocement en 1800. Sa mère, Anne Desflèches, veuve à 25 ans, élèvera seule ses trois fils. Ordonné prêtre le 19 mars 1820 pour le diocèse de Lyon, il consacre quatre ans à l'étude de la philosophie, de la théologie et de l'éloquence, ou prédication pour les ecclésiastiques. Dès 1824, les lyonnais peuvent juger de son talent oratoire avant que Paris ne l'accueille à la demande de Mgr Frayssinous.
Il est nommé aumônier militaire au 6e régiment de la Garde royale en 1827. En 1829, Charles X le désigne pour prêcher le sermon de la Cène aux Tuileries.
La Révolution de 1830 ayant supprimé les aumôniers militaires, il devient prédicateur itinérant, et prêche tant à Paris qu'en province pendant une dizaine d'années. Puis il est nommé au diocèse de Paris, chanoine de Notre-Dame de Paris en 1840 et archiprêtre en 1844 par l'archevêque Denys Affre. L’année suivante, il est nommé curé de Saint-Eustache, et désigné pour administrer les derniers sacrements à François-René de Chateaubriand le 4 juillet 1848. De 1849 à sa mort, il est curé de la Madeleine.
Pressenti en 1861 pour être nommé évêque de Marseille, il renonce à cette nomination pour rester avec ses paroissiens. En 1861 et en 1866, il prêche le Carême aux Tuileries, cette fois-ci devant l'empereur Napoléon III qui le charge de l'éducation de son enfant alors âgé de douze ans. 
Au cours des événements de la Commune, le 5 avril 1871, il est écroué sur ordre de Raoult Rigault, délégué civil à la Préfecture. Il est fusillé par les Fédérés à la prison de la Roquette en même temps que l'archevêque de Paris Georges Darboy, le président de la Cour de cassation Bonjean, l'abbé Surat archidiacre de Notre-Dame et le journaliste Gustave Chaudey.
Un portrait de l'abbé Deguerry peint par Ary Scheffer, 1845, Musée de la Vie romantique précède celui par Henri Lehmann 1857, Musée d'art et d'histoire de Saint-Denis.